# 이승호 (1947년)
이승호(李承鎬, 1947년 3월 10일 ~ )는 대한민국의 원로 배우 겸 교수이다.

## 생애
전라남도 나주에서 태어났으며, 1966년 연극배우 첫 데뷔하였다. 경기대학교 부설 스타니스라브스키연기원에 소속중이며, 중동고등학교, 중앙대학교 연기학 학사를 나왔다. 신체는 170cm, 75kg이다. 영화 배우로는 1988년 《연산일기》를 활동했다. 결국 비록은 많은 배우와 모든 신경을 쓰고 있으며, 1996년 연극 '미국의 천사들'로 활동하여, 압도적인 주목을 받고 있다. 그리고 영화 배우에서 무뚝뚝하지만 실력이 어느 정도인지 사고 방식에 많은 도움을 주고 있다. 2006년 영화 《한반도》에서 참모총장 역할을 맡았으며 참고자와 어떤 긍정적인 생각이 영화 배우로 새롭게 맞이하고 있다.

## 연기 활동

### 영화
- 《아들의 이름으로》 (2021년)
- 《흔들리는 물결》 (2016년) - 연우 아버지 역
- 《간첩》 (2012년) - 리 부상 역
- 《건축학개론》 (2012년)
- 《리턴》 (2007년)
- 《이장과 군수》 (2007년)
- 《한반도》 (2006년)
- 《청연》 (2005년)
- 《달콤한 인생》 (2005년)
- 《신석기 블루스》 (2004년)
- 《피아노 치는 대통령》 (2002년)
- 《인디안 썸머》 (2001년)
- 《칠수와 만수》 (1988년)
- 《연산일기》 (1988년)

### 텔레비전 드라마
- 《월계수 양복점 신사들》 (2016년)
- 《천추태후》 (2009년)
- 《그린 로즈》 (2005년)
- 《전원일기》 (2002년)
- 《용의 눈물》 (1996년)
- 《찬란한 여명》 (1995년)
- 《코리아게이트》 (1995년)
- 《제4공화국》 (1995년)
- 《사라비아 공화국》 (1994년)
- 《제3공화국》 (1993년)
- 《삼국기》 (1992년)
- 《여명의 그날》 (1990년) - 이히라 준지로 소장
- 《안개를 찾아서》(1990년)
- 《TV 손자병법》 (1988년)
- 《이차돈》 (1987년)
- 《독립문》 (1984년) - 이지용 역
- 《풍운》 (1982년) - 이토 히로부마 역